# (5211) Stevenson
(5211) Stevenson (1989 NX) – planetoida z pasa głównego asteroid okrążająca Słońce w ciągu 3 lat i 174 dni w średniej odległości 2,29 j.a. Została odkryta 8 lipca 1989 roku.